# Ras Laffan Industrial City
Ras Laffan Industrial City is een haven en industrieelcomplex in het noordoosten van Qatar. De haven ligt aan de Perzische Golf op zo’n 80 kilometer van de hoofdstad Doha. Het complex staat onder beheer van de staatsenergiebedrijf Qatar Petroleum.

## Grote gasreserves ontdekt
In 1971 werd het North Field/South Pars gasveld ontdekt. Het veld ligt bijna volledig offshore in de Perzische Golf en ligt deels over de zeegrens met Iran. In 1984 werd het besluit genomen het enorme veld te ontwikkelen. In Qatar en directe omgeving zijn geen goede afzetmogelijkheden voor het gas. Besloten werd het gas vloeibaar te maken tot lng. Eenmaal vloeibaar is het gemakkelijk met gastankers over grote afstanden te vervoeren naar de afnemers in het Verre Oosten, Noord-Amerika en Europa.

## Haven en industrieel complex
Medio jaren 90 besloot Qatar een haven en industrieel complex aan te leggen bij Ras Laffan. Het hele terrein heeft een oppervlakte van bijna 300 km².
Op het terrein van Ras Laffan Industrial City staan diverse installaties om aardgas vloeibaar te maken. Qatargas en RasGas zijn de grootste producenten van lng en staan op bezetten de eerste en tweede plaats op de ranglijst van lng producenten wereldwijd. In 2010 produceerden de twee in totaal ruim 75 miljoen ton lng. Verder staan er twee gas to liquids fabrieken, waarvan Royal Dutch Shell’s Pearl GTL veruit de grootste is. Het Zuid-Afrikaanse bedrijf SASOL heeft de tweede fabriek, ook bekend onder de naam Oryx GTL.
In september 2009 werd een raffinaderij geopend voor de verwerking van aardgascondensaat. Per dag kan 138.700 vaten condensaat worden geraffineerd in nafta, kerosine en diverse andere producten. De raffinaderij is voor 51% in handen van Qatar Petroleum, Royal Dutch Shell en Total hebben allebei 10% en vier Japanse partijen hebben de resterende 29%. Verder staan er diverse gascentrales voor de productie van elektriciteit en zoet water.
Voor de export van de eindproducten, vooral lng en olieproducten, is een haven aangelegd. Dit is de grootste niet natuurlijke haven ter wereld en de grootste exporthaven van lng. Om de haven en schepen te beschermen zijn golfbrekers met een totale lengte van 26 kilometer aangelegd.
Een scheepswerf voor onderhoud en nieuwbouw van schepen is aanwezig. In 2010 werd hiervoor een joint venture opgericht tussen de Nederlandse Damen Shipyards Group en Qatar Gas Transport Company (Nakilat). De werf heeft een aantal grote hallen waarin schepen, van staal of aluminium, met een maximale lengte van 170 meter kunnen worden gebouwd en uitgerust.

## Samenwerking met Rotterdam
In maart 2011, tekende de havenbeheerder van Ras Laffan een nieuwe samenwerkingsovereenkomst met de haven van Rotterdam met het doel de strategische samenwerking verder te intensiveren. Partijen willen de ladingstromen vergroten en commerciële activiteiten ontplooien. In juli 2011 arriveerde de gastanker Al Samriya aan de Gate terminal te Rotterdam. Het membraanschip, met een lengte van 345 meter, een breedte van 55 meter en een capaciteit van 260.000 m³ vloeibaar gas was afkomstig uit Ras Laffan.